# برايان كارلن
برايان كارلن هو لاعب هوكي جليد كندي، ولد في 13 يونيو 1950 في كالغاري في كندا.

## وصلات خارجية
- برايان كارلن على موقع دوري الهوكي الوطني (الإنجليزية)
- برايان كارلن على موقع EliteProspects.com (الإنجليزية)
- برايان كارلن على موقع HockeyDB.com (الإنجليزية)
- برايان كارلن على موقع Hockey-Reference.com (الإنجليزية)